# Wiktorówek
Wiktorówek – osada w Polsce położona w województwie łódzkim, w powiecie wieruszowskim, w gminie Sokolniki. Jedyna miejscowość położona w Sołectwie Wiktorówek, którego sołtysem jest Henryk Madziała (stan na 2025 rok). 
W latach 1975–1998 miejscowość należała administracyjnie do województwa kaliskiego.